# 豊國福馬
豊國 福馬（とよくに ふくま、1893年8月9日 - 1942年5月5日）は、大分県大分市下郡滝尾出身で井筒部屋に所属した大相撲力士。本名は高橋 福馬（たかはし ふくま）。最高位は東大関。

## 来歴
1893年8月9日に大分県大分市下郡滝尾で生まれる。少年の頃から堂々たる体格で、20歳の徴兵検査では既に181cm・80kgだった。小倉北方野戦砲兵第12連隊に所属していたところ、その体格に注目した隣の連隊長から力士転向を勧められたため、除隊・上京して井筒部屋へ入門した。1915年1月場所において初土俵を踏んだ。四股名は当時引退したばかりで、明治時代の相撲黄金期を築き上げた常陸山谷右エ門の「陸」と錦洋与三郎の「錦」を取って「陸錦（くがにしき）」とした。
序二段・三段目で全勝するなど順調に出世していき、1919年1月場所で新十両、1921年5月場所で新入幕を果たした。これを機に四股名を「小野川」としたが、小野川の名は後援者から勧められたとしても流石に下の名前を「喜三郎」とする訳にはいかず、喜三郎には遠く及ばないとして2つ減らして「小野川 喜一郎」とした。入幕後は小野川の名に恥じないように猛稽古を行い、当初は相手を強烈に突いてから叩き込む取り口だったが、地力を付けるとその体格を生かして左四つからの鋭い電車道の寄り、小手投げ、泉川などの多彩な技を持つ堂々たる取り口に進化したものの、腰の脆さが弱点でそこを突かれるとあっさり敗れた。
1926年の東西合併に先立ち、1925年から1926年にかけて実力審査のため東西連盟大相撲が開催されたが、大坂相撲側の年寄に小野川が存在したことから、1926年10月の第2回東西連盟大相撲には生国に因んだ「豊國 喜一郎」の四股名で出場した。本場所では東西合併後も小野川で取っていたが、1928年3月場所から「豊國 福馬」と改めた。
1927年1月場所で関脇に昇進し、同年3月場所・5月場所において連続して9勝2敗の好成績をあげたことが評価され、場所後に大関昇進を果たした。大関昇進後は当時最強を誇っていた横綱・常ノ花寛市に通算5勝4敗と勝ち越したほか、1929年3月場所、1930年1月場所と9勝2敗で幕内最高優勝を果たした。これによって横綱昇進は秒読み段階とも言われたが、同年10月場所で腰部負傷によって途中休場したのを最後に現役を引退した。
引退後は年寄・九重を襲名して九重部屋を経営したが、体調不良を理由に1937年5月場所を最後に日本相撲協会を廃業、弟子の九ヶ錦坦平たちは朝日山部屋へ転属となった。1942年5月5日に死去、48歳没。

## 主な成績
- 通算成績：208勝101敗2分3預36休 勝率.673
- 幕内成績：162勝87敗2分1預31休 勝率.651
- 大関成績：82勝43敗18休 勝率.656
- 現役在位：40場所
- 幕内在位：26場所
- 大関在位：13場所
- 三役在位：4場所（関脇3場所、小結1場所）
- 各段優勝
  - 幕内最高優勝：2回（1929年3月場所、1930年1月場所）
  - 序二段優勝：1回（1917年1月場所）

### 場所別成績
| 1915年 （大正4年） | （前相撲）              | x              | 西序ノ口19枚目 0–0–5     | x                 |
| 1916年 （大正5年） | 東序ノ口12枚目 4–1      | x              | 西序二段56枚目 4–1       | x                 |
| 1917年 （大正6年） | 西序二段12枚目 優勝 5–0 | x              | 西三段目39枚目 5–0       | x                 |
| 1918年 （大正7年） | 西幕下47枚目 4–1        | x              | 東幕下19枚目 3–1 (1預)   | x                 |
| 1919年 （大正8年） | 東十両15枚目 2–2 (1預)  | x              | 東幕下筆頭 4–1           | x                 |
| 1920年 （大正9年） | 西十両8枚目 3–1 (1引分) | x              | 東十両7枚目 4–1          | x                 |
| 1921年 （大正10年） | 西十両2枚目 3–2         | x              | 東前頭15枚目 4–5 (1引分) | x                 |
| 1922年 （大正11年） | 西十両筆頭 5–3          | x              | 東前頭16枚目 7–3         | x                 |
| 1923年 （大正12年） | 西前頭5枚目 7–3         | x              | 東前頭2枚目 0–0–11       | x                 |
| 1924年 （大正13年） | 東前頭7枚目 6–4         | x              | 西前頭2枚目 3–8          | x                 |
| 1925年 （大正14年） | 西前頭5枚目 6–5         | x              | 東前頭2枚目 5–3–2 (1預)  | x                 |
| 1926年 （大正15年） | 東前頭筆頭 8–3          | x              | 西小結 9–2               | x                 |
| 1927年 （昭和2年） | 東関脇 7–4              | 東関脇 9–2     | 東張出関脇 9–2           | 西張出大関 0–0–11 |
| 1928年 （昭和3年） | 西大関 6–5              | 東張出大関 7–4 | 東大関 7–4               | 東大関 7–4        |
| 1929年 （昭和4年） | 西大関 9–2              | 西大関 9–2     | 西大関 6–5               | 西大関 8–3        |
| 1930年 （昭和5年） | 西大関 9–2              | 西大関 5–6     | 西大関 8–3               | 西大関 引退 1–3–7 |
| 各欄の数字は、「勝ち-負け-休場」を示す。 優勝 引退 休場 十両 幕下 三賞：敢=敢闘賞、殊=殊勲賞、技=技能賞 その他：★=金星 番付階級：幕内 - 十両 - 幕下 - 三段目 - 序二段 - 序ノ口 幕内序列：横綱 - 大関 - 関脇 - 小結 - 前頭（「#数字」は各位内の序列） |                         |                |                          |                   |

- 1925年5月場所の2休は相手力士の休場によるもの

### 四股名遍歴
- 陸錦 福馬（くがにしき ふくま）：1915年1月場所 - 1921年1月場所[5]
- 小野川 喜一郎（おのがわ きいちろう）：1921年5月場所 - 1928年1月場所
- 豊國 福馬（とよくに ふくま）：1928年3月場所 - 1930年10月場所（引退）

### 年寄遍歴
- 九重 福馬（ここのえ ふくま）：1931年1月 - 1937年5月（廃業）